# Lachis

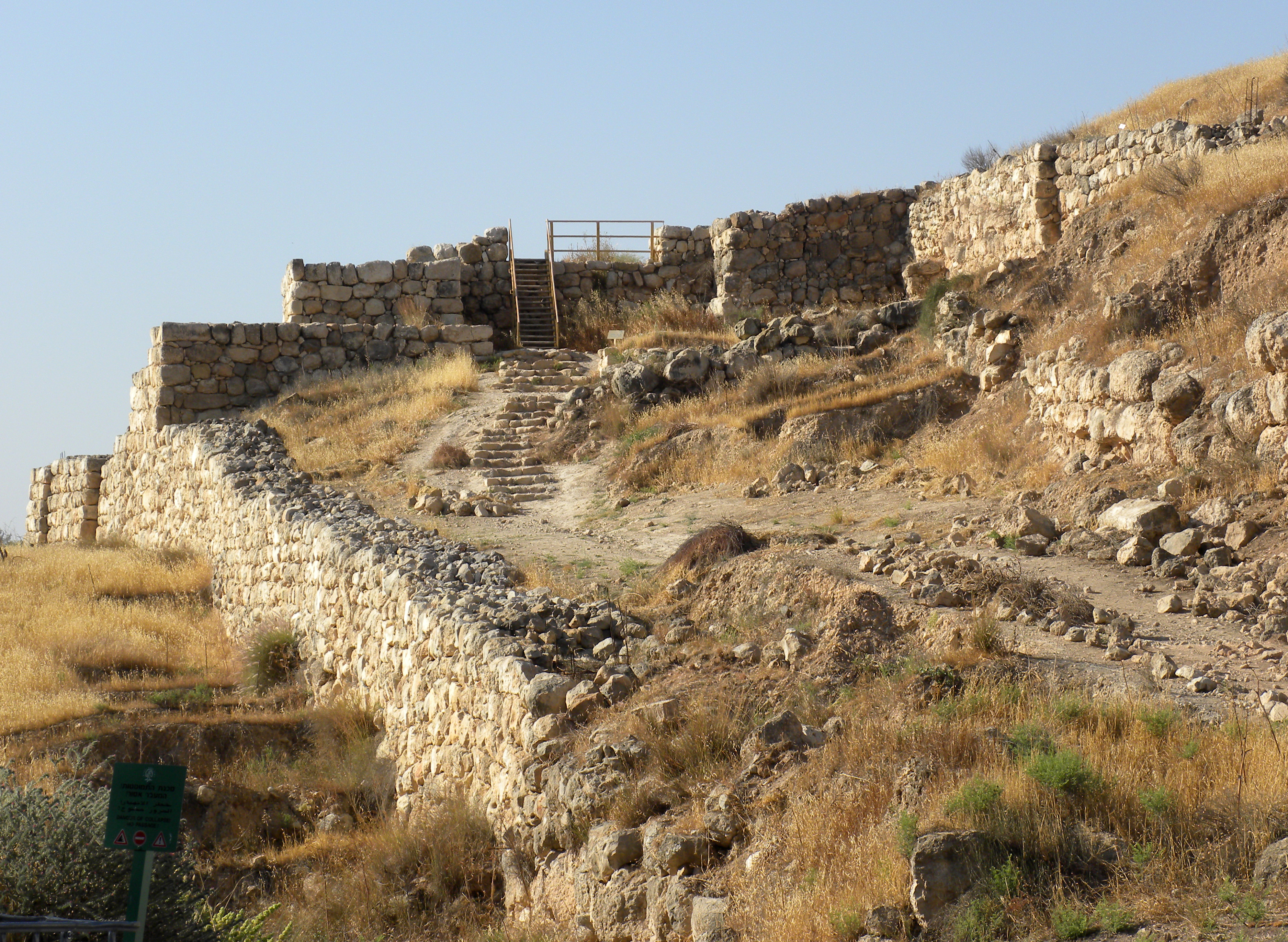
De stadspoort

Lachis (Hebreeuws: לכיש) was een stad in het Oude Nabije Oosten die gesitueerd was op de plaats van het moderne Tell ed-Duweir op 44 km ten zuidwesten van Jeruzalem in de Sjefela, het overgangsgebied tussen de Filistijnse kustvlakte en het bergland Hebron.
De stad wordt voor het eerst vermeld in de Amarna-brieven als Lakisha-Lakiša (EA 287, 288, 328, 329, 335). In de Hebreeuwse Bijbel wordt Lachis vernoemd als een van de steden die zich aansloot bij het verbond van koning Adoni-Zedek tegen de Gibeonieten en de Israëlieten. In de nasleep van de slag bij Gibeon trekt Jozua op tegen Lachis en roeit de bevolking uit. Het grondgebied wordt later toegewezen aan de stam van Juda.

## Geschiedenis

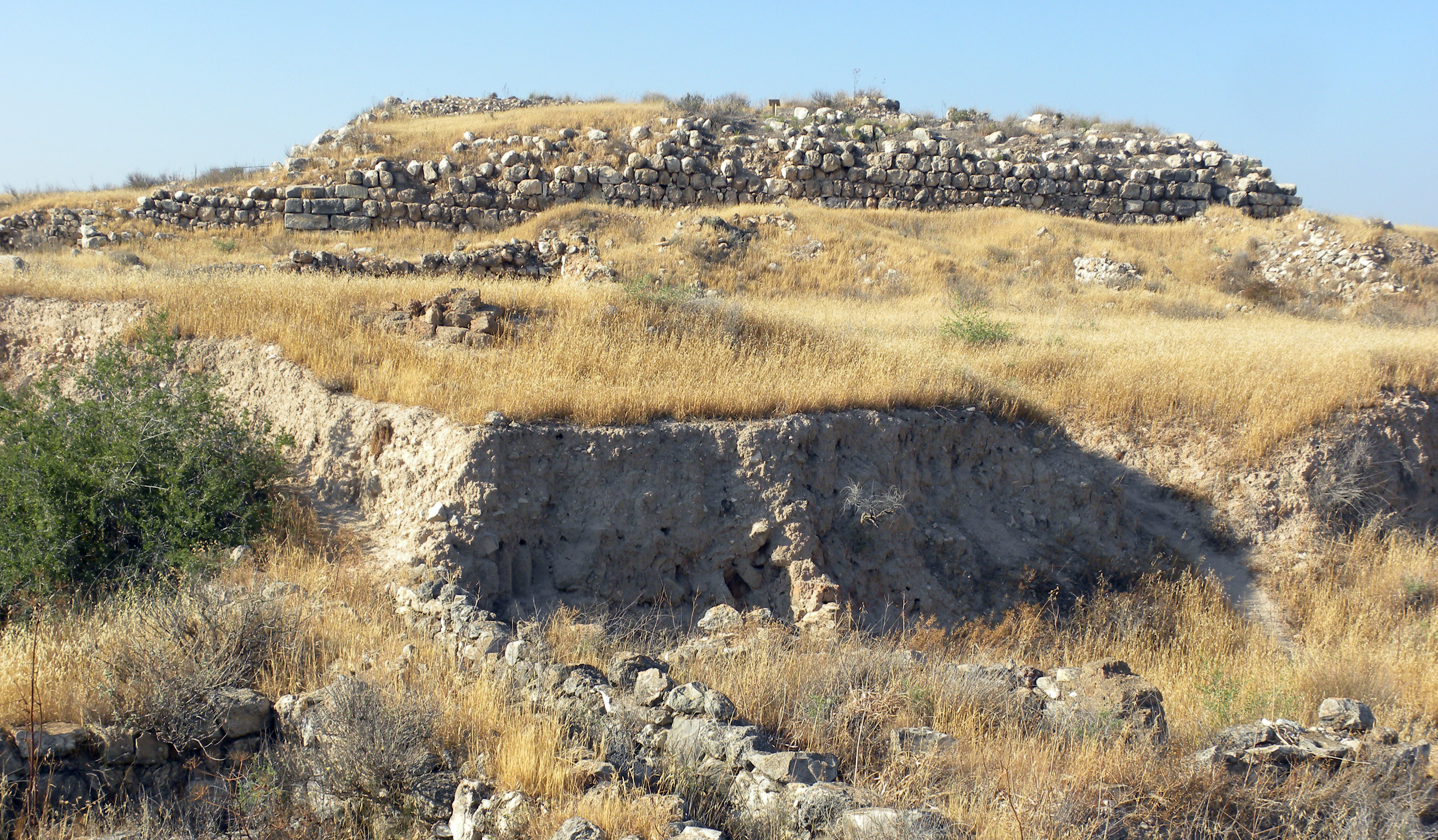
Het paleis van de gouverneur.

De nederzetting ontstond in de nieuwe steentijd tijdens de neolithische revolutie. De Vruchtbare Sikkel waartoe Kanaän behoorde, was een van de eerste gebieden waar de jagers landbouwers werden. In de vroege Bronstijd was de nederzetting al behoorlijk uitgegroeid. De plaats bleef groeien tijdens de midden-bronstijd, toen het gebied werd gecontroleerd door Egypte. Het was het Lachis uit de late bronstijd dat vermeld wordt in de Amarna-brieven. Bij de algemene verwoesting van de regio omstreeks ca. 1150 v.Chr. die dikwijls wordt toegeschreven aan de Zeevolken, werd ook Lachis verwoest. Men begon de stad terug op te bouwen rond 900 v.Chr. in de vroege ijzertijd.
Gedurende het bewind van Rechabeam de opvolger van Salomon werd Lachis de belangrijkste stad van het koninkrijk Juda. Het koninkrijk was een vazalstaat geworden van de Assyriërs onder de regering van Achaz, maar zijn zoon koning Hizkia zette een revolte op samen met de Fenicische koning Luli en het Filistijnse Ekron.
Toen in 704 v.Chr. de Babyloniërs in opstand kwamen tegen Assyrië, steunde Hizkia hen, rekenend op de steun van Egypte. De reactie bleef niet uit, in 701 v.Chr. ondernam Sanherib een veldtocht om orde op zaken te stellen. Eerst verwoestte hij Tyrus zodat Luli moest vluchten naar Kition op Cyprus. Bij Ekron versloeg hij de Egyptenaren die de stad te hulp waren gekomen, verwoestte Ashkelon en sloeg het beleg op voor Lachis en Jeruzalem. De beschrijving van de campagnes van Sanherib zijn terug te vinden in de Assyrische annalen op de Rassam-cilinder en de prisma's van Sanherib.

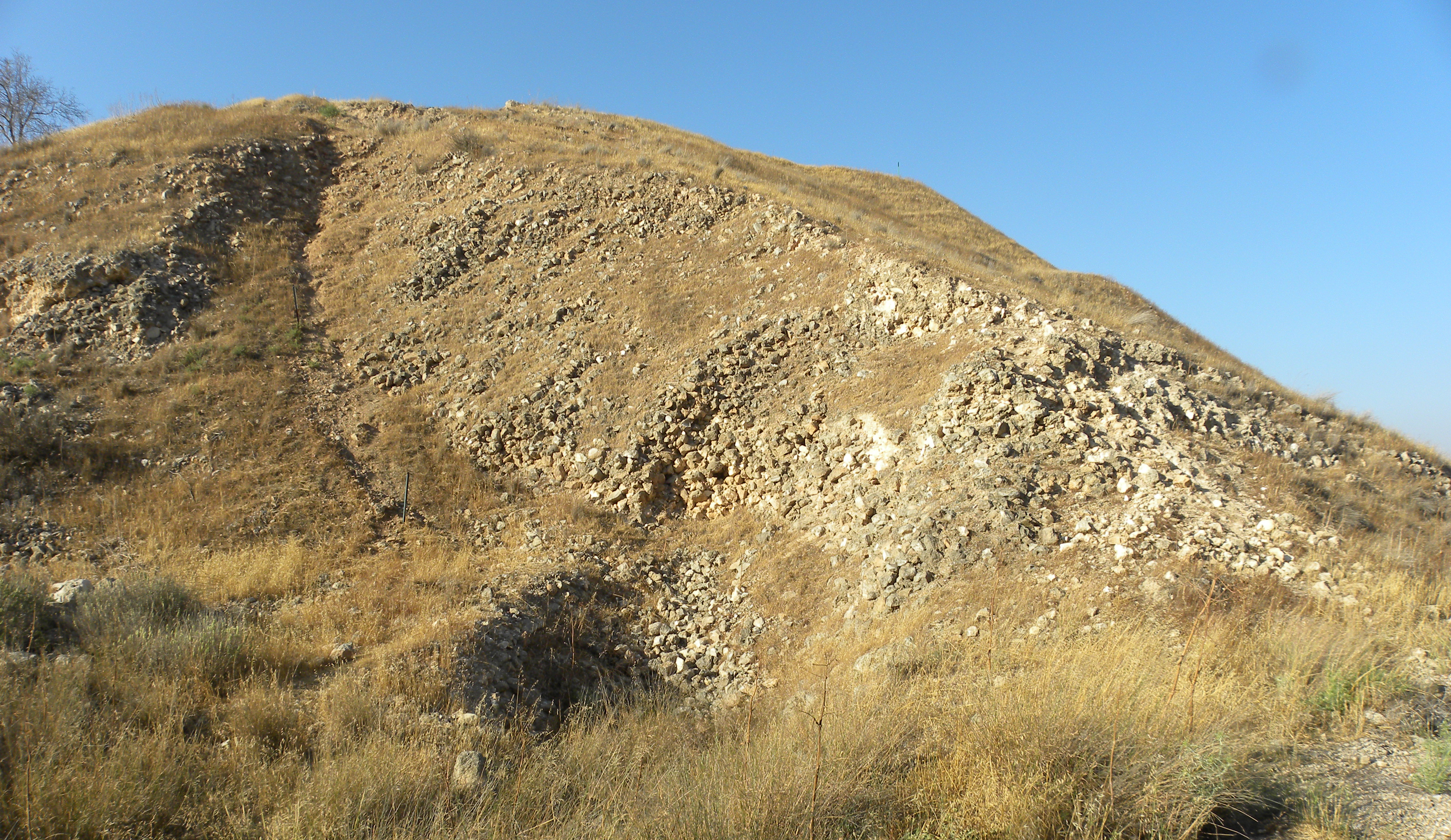
Helling aangelegd door de Assyriërs om de stad te kunnen bestormen.

Lachis werd tijdens deze campagne ingenomen en verwoest. Sommige historici zijn van oordeel dat de val van Lachis plaatsvond tijdens een tweede campagne van Sanherib in Juda na 691 v.Chr. Men baseert zich hiervoor onder meer op het feit dat in 2 Koningen 19:9 gesproken wordt over de Egyptische “koning” Tirhaka die pas in 691 v.Chr. aan de macht kwam.
Na de val van Lachis eiste Sanherib een groot losgeld van Hizkia dat in detail beschreven wordt op de Rassam-cilinder; in de Hebreeuwse Bijbel wordt een bedrag genoemd van 300 talenten zilver en 30 talenten goud.
De Assyrische annalen lopen in grote lijnen gelijk met het verhaal in het Bijbelboek II Koningen. Alleen de reden waarom het beleg van Jeruzalem werd opgeheven, wordt niet genoemd bij Sanherib, terwijl in de Bijbel verhaald wordt dat de engel van Jahweh in één nacht 185.000 Assyriërs doodde. Herodotus vertelt in zijn Historiën een verhaal met dezelfde strekking. Daar zouden veldmuizen de wapens van de Assyriërs onklaar hebben gemaakt in de nacht voor een veldslag tegen de Egyptenaren met grote verliezen tot gevolg. Flavius Josephus rapporteert dan weer in zijn Oude geschiedenis van de Joden in boek X:21-23 dat het Assyrische leger van Sanherib getroffen werd door een epidemie waaraan 180.000 man stierven; hij citeert hierbij de Babylonische schrijver Berossus. Stof te over voor discussie dus.
Lachis wordt in de Bijbel genoemd op de volgende plaatsen Jozua 10:3, 5, 23, 31-35; 12:11; 15:39; 2 Koningen 14:19; 18:14, 17; 19:8; 2 Kronieken 11:9; 25:27; 32:9; Nehemia 11:30; Jesaja 36:2; 37:8; Jeremia 34:7 en Micha 1:13.

### Archeologische bronnen
In 1929 werd Tell ed-Duweir door William Foxwell Albright op basis van het onomasticon van Eusebius van Caesarea met Lachis geïdentificeerd en bij de latere opgravingen werd een Hebreeuwse brief gevonden waarin de naam Lachis vermeld werd. De identificatie is nu algemeen aanvaard. Er werden in Tell ed-Duweir archeologische opgravingscampagnes uitgevoerd in 1932-1938, 1966, 1968 en 1973-1994. Ondertussen wordt de plaats Tel Lachish genoemd.
De vondsten op de ruïneheuvel van Lachis tonen bewoningsresten van de vroege Bronstijd tot de Perzische tijd (ca. 500 v.Chr.). Men heeft kunnen vaststellen dat er verschillende opeenvolgende steden werden gebouwd. De stad uit de tijd van Hikzia wordt het stratum III genoemd. Van die stad is de omwallingsmuur van ca. zes meter uitgegraven op de top van de heuvel en halverwege de heuvel een steunmuur. Aan de westzijde bevindt zich een groot poortgebouw met een ommuurd voorplein en een buitenpoort. In het midden van de heuvel bevond zich het ommuurde paleis van de gouverneur met voorraadschuren en dies meer. Tussen dit centrum en de stadspoort zijn resten van huizen gevonden.
Op de archeologische site is de enige bewaard gebleven Assyrische aanvalshelling of stormhelling van het Nabije Oosten te bewonderen, ze is meer dan 60 meter breed. Die helling werd gebouwd om met stormrammen de muur te kunnen bereiken. Van binnen uit de stad werd hiertegen een verdedigingswal gebouwd.
De sporen in Lachis III wijzen duidelijk op een gewelddadig einde van de stad. Honderden pijlpunten, slingerstenen en resten van wapenrustingen werden teruggevonden. De verwoestingslaag toont brandsporen en geplette potten in aardewerk en in een nabijgelegen spelonk werden 1500 schedels gevonden.

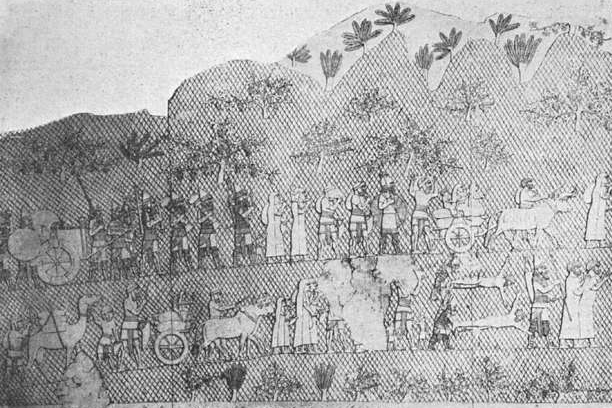
Joodse gevangenen worden weggeleid in slavernij door de Assyriërs

### De reliëfs van Sanherib
Sanherib versierde een zaal in het nieuwe paleis dat hij liet bouwen in Ninive met voorstellingen van de belegering van Lachis op bas-reliëfs die tegen de muren geplaatst werden. Deze bas-reliëfs werden ontdekt bij opgravingen in Kuyunjik en bevinden zich nu in het British Museum. De steenplaten waren oorspronkelijk ca. 2,75 m hoog en 26,85 m lang. Op dit reliëf wordt een beeldverhaal getoond van de belegering van Lachis met de afdelingen van het Assyrische leger die aantreden, de bestorming van de muren met de rijdende stormrammen, het wegbrengen van de gevangenen en koning Sanherib die gezeten op zijn troon het geheel overziet.